# Benoît Vaugrenard
Benoît Vaugrenard, né le 5 janvier 1982 à Vannes, est un coureur cycliste français, professionnel de 2003 à 2019. Il a passé toute sa carrière dans l'équipe de La Française des jeux et a notamment été champion de France du contre-la-montre en 2007. Il est devenu aujourd'hui directeur sportif.

## Biographie

### Jeunesse et carrière amateur
Benoît Vaugrenard commence à faire du vélo avec des amis vers l’âge de 12-13 ans, puis s'inscrit au Véloce vannetais, club présidé par son père, François Vaugrenard, et dont est membre son frère Ludovic, aîné de six ans. Il y reste jusqu'en 2001, année durant laquelle il prend la troisième place du championnat de France du contre-la-montre des moins de 23 ans, remporté par Christophe Kern. Il participe une première fois aux championnats du monde à Lisbonne au Portugal et y prend la 28e place du contre-la-montre des moins de 23 ans. 
En 2002, il rejoint la formation Jean Floc'h. Il dispute à nouveau les championnats du monde à Zolder en Belgique et se classe cette fois 14e du contre-la-montre des moins de 23 ans et 80e de la course en ligne.

### Carrière professionnelle
Benoît Vaugrenard fait ses débuts professionnels en 2003 au sein de l'équipe française Fdjeux.com. En 2004, il dispute le Tour d'Italie, son premier grand tour, où il se classe douzième du prologue. En fin de saison, son contrat avec FDJ est prolongé de deux ans. En 2005, il participe au Tour d'Espagne. En fin de saison, il est deuxième de Paris-Bourges.
En 2006, il dispute son premier Tour de France. Il porte le maillot blanc de meilleur jeune à deux reprises durant la première semaine. Huitième de la dix-huitième étape à l'issue d'une échappée, il est 87e de cette première « grande boucle ». Durant cette compétition, le contrat qui le lie à l'équipe FDJ est prolongé de deux ans, soit jusqu'en 2008. En septembre, il est sélectionné par Frédéric Moncassin, avec Christophe Kern, pour représenter la France au championnat du monde du contre-la-montre, à Salzbourg. Il en prend la 44e.
Vaugrenard obtient sa première victoire professionnelle en 2007 en devenant champion de France du contre-la-montre. À nouveau prolongé de deux ans avec la FDJ, il est au départ du Tour de France une semaine plus tard, à Londres. Il est dixième du prologue. En août, il remporte la Polynormande. Il participe à nouveau au championnat du monde du contre-la-montre, à Stuttgart, et se classe 34e.
Après plusieurs places d'honneur en France en début de saison (3e de Paris-Camembert, 4e du Circuit de la Sarthe, 2e de la Route Adélie de Vitré, 8e du Critérium international), il termine parmi les vingt premiers des trois classiques ardennaises : 14e de l'Amstel Gold Race, 20e de la Flèche wallonne, 14e de Liège-Bastogne-Liège. Vainqueur d'une étape du Tour du Limousin en août, il remporte le mois suivant une étape et le classement général du Tour du Poitou-Charentes.
Vaugrenard est huitième de Liège-Bastogne-Liège en 2009.
Sa carrière est perturbée par une mononucléose en 2011 puis par une blessure à un genou l'année suivante. 
En 2013, il est onzième de Liège-Bastogne-Liège. En septembre, son contrat avec la FDJ.fr est prolongé jusqu'en 2014. En fin de saison 2013 ainsi qu'en 2014, Vaugrenard souffre de douleurs dont l'origine est due à une artère iliaque obturée, ce qui nécessite une intervention chirurgicale réalisée à la fin du mois de septembre.
La saison 2015 permet au coureur de participer pour la sixième fois au Tour de France, il termine l'épreuve en 113e position après avoir travaillé pour son leader Thibaut Pinot. Au mois d'août, il prolonge d'un an son contrat avec l'équipe FDJ.
Vaugrenard déclare affectionner les terrains vallonnés ainsi que les courses longues, ce qui correspond au profil des classiques ardennaises.

## Palmarès

### Palmarès amateur
| - 1999 - Champion de Bretagne du contre-la-montre par équipes juniors - 3e de la Flèche Plédranaise - 2000 - Route de l'Avenir : - Classement général - 1re et 2e étapes - Ronde des vallées - 2e étape du Trophée Centre Morbihan (contre-la-montre) - 2e du Trophée Louison-Bobet - 2001 - 3e étape du Kreiz Breizh (contre-la-montre) - 2e du Circuit du Mené - 3e du championnat de France du contre-la-montre espoirs | - 2002 - 1re étape du Circuit du Mené (contre-la-montre) - Boucles de la Loire - Chrono de Rochecorbon - 3e du Circuit du Morbihan - 3e des Trois Jours de Cherbourg |  |

### Palmarès professionnel
| - 2005 - 2e de Paris-Bourges - 2007 - Champion de France du contre-la-montre - Polynormande - 3e de Paris-Camembert - 2008 - 4e étape du Tour du Limousin - Tour du Poitou-Charentes : - Classement général - 3e étape - 3e de Paris-Camembert | - 2009 - Grand Prix d'Isbergues - 3e du Circuit de la Sarthe - 8e de Liège-Bastogne-Liège - 2010 - 1re étape du Tour de l'Algarve - 5e étape des Quatre Jours de Dunkerque - 3e de la Route Adélie - 2018 - 2e de la Route Adélie de Vitré |  |

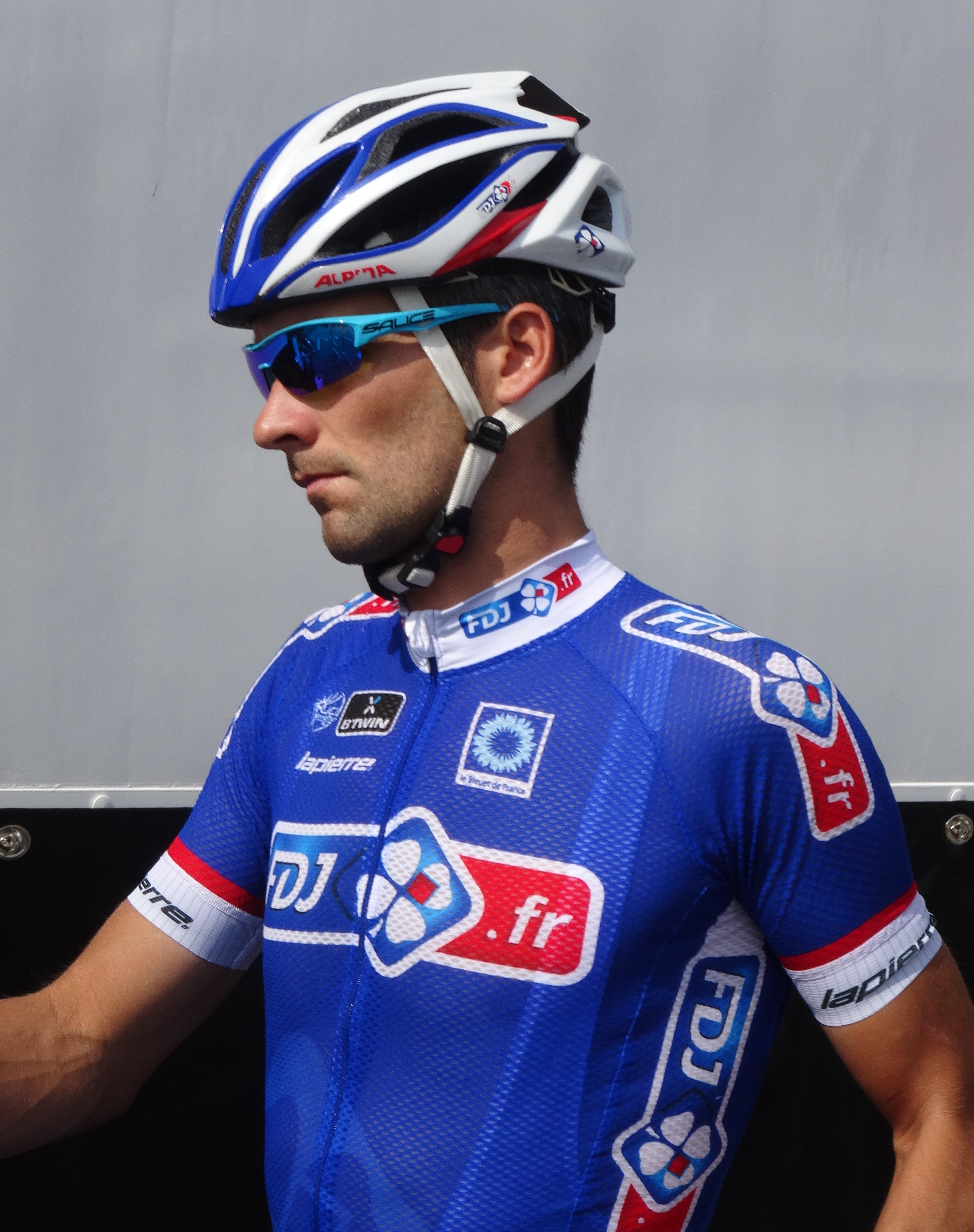
Benoît Vaugrenard lors du Tour de Wallonie 2014

### Résultats sur les grands tours

#### Tour de France
6 participations
- 2006 : 87e
- 2007 : 83e
- 2008 : 82e
- 2009 : 142e
- 2010 : 96e
- 2015 : 113e

#### Tour d'Italie
3 participations
- 2004 : 136e
- 2016 : 91e
- 2017 : 103e

#### Tour d'Espagne
2 participations
- 2005 : 126e
- 2012 : 136e

### Classements mondiaux
En 2005, l'UCI ProTour et les circuits continentaux sont créés, ayant chacun leur classement. En 2009, un « classement mondial UCI » remplace le classement ProTour. Il prend en compte les points inscrits lors des courses ProTour et des courses qui n'en font plus partie, regroupées dans un « calendrier historique », soit au total 26 courses en 2010. L'UCI ProTour devient l'UCI World Tour et comprend 27 courses en 2011 et son classement ne concerne que les coureurs membres des 18 équipes ProTeam, dont FDJ ne fait plus partie. L'année suivante, FDJ-BigMat retrouve un statut de ProTeam, ce qui fait que Vaugrenard peut être classé au World Tour.
| Année                  | 2009 | 2010 | 2011   | 2012 | 2013 | 2014 | 2015 |
| ---------------------- | ---- | ---- | ------ | ---- | ---- | ---- | ---- |
| Calendrier mondial UCI |      | 201e |        |      |      |      |      |
| UCI World Tour         |      |      |        | nc   | nc   | nc   | nc   |
| UCI Europe Tour        | nc   |      | 1 141e |      |      |      |      |